# Helge Braun
Helge Reinhold Braun (Gießen, 18 de octubre de 1972) es un político alemán de la Unión Demócrata Cristiana (CDU).

## Biografía
Estudió medicina en la Universidad de Gießen y se unió a la CDU en 1990. 
Fue miembro del Bundestag entre 2002 y 2005, y nuevamente desde 2009 hasta la fecha.
En el segundo gobierno de coalición de Angela Merkel, Braun fue Secretario de Estado Parlamentario de Educación e Investigación.
Fue Secretario de Estado Parlamentario para la Reducción de la Burocracia y las Relaciones Federales-Estatales en la Cancillería entre 2013 y 2018.
Desde 2018 hasta 2021, Braun fue jefe de la Cancillería Federal y Ministro Federal de Asuntos Especiales en el cuarto gobierno de coalición de la canciller Angela Merkel (Cuarto Gabinete Merkel), sucediendo a Peter Altmaier.
Fue candidato a la presidencia de la CDU en la elección de liderazgo de la Unión Demócrata Cristiana de Alemania de diciembre de 2021, en la que obtuvo el tercer lugar.